# O Silêncio da Água
O Silêncio da Água é um conto infantil escrito por José Saramago, extraído do seu livro As Pequenas Memórias e com ilustrações de Manuel Estrada. Foi publicado em 18 de junho de 2011 pela Editorial Caminho, para assinalar o primeiro aniversário da sua morte.
O conto baseia-se nas memórias de infância e adolescência do escritor.